# 龍仁韓國外國語大學附設高等學校
龍仁韓國外國語大學附設高等學校（韓語：용인한국외국어대학교 부설고등학교；英語： 簡稱龍仁外大附高或HAFS)是一所大韓民國的三年制私立寄宿高等學校，位於大韓民國京畿道龍仁市。該學校開設優異的教育課程，面向全韓國最頂尖的學生，被公認為韓國一流的高等學校之一。
學校由韓國外國語大學與龍仁市於2005年創辦，原名韓國外國語大學附屬龍仁外國語高等學校，2014年因學校類型的改變而改名為龍仁韓國外國語大學附設高等學校。

## 課程設置
學校設有3個課程
- 國際課程
- 人文社會課程
- 自然科學課程

國際課程是國外留學預備班，至今大部分國際課程學生已被常春藤盟校等各種的著名國外大學錄取。人文社會課程和自然科學課程的學生們主要準備韓國的大學修學能力試驗及首爾大學等韓國內的著名大學的入學。龍仁外大附高是能夠最多地把學生送往首爾大學的高中之一。

## 外語課程
除了英語，學校還提供5個外語課程
- 中文
- 日語
- 法語
- 西班牙語
- 德語

## 文化

### 校服
學校的校服分為兩個不同的樣式，一個是英倫學院風，另一個則是復古風。英倫學院風的冬季校服是由韓國著名的時尚設計師安德烈·金親自製作，其特點在於靛青色與黃金色的調和。

## 外部連結
- 學校官方網址 （页面存档备份，存于）

1. ↑  용인외고, 특목고 중 첫 자율형 사립고 전환, 《경향신문》, 2010년 6월 24일